# That Forsyte Woman
That Forsyte Woman é um filme de romance produzido nos Estados Unidos, dirigido por Compton Bennett lançado em 1949.